# Fran Saleški Finžgar
Fran Saleški Finžgar, slovenski pisatelj, dramatik, prevajalec in duhovnik * 9. februar 1871, Doslovče, † 2. junij 1962, Ljubljana.
V slovenski književnosti je pomemben in poznan predvsem zaradi svojih daljših in krajših pripovedi o kmečkem in meščanskem življenju, pisal pa je tudi ljudske igre. Njegova dela so namenjena tako mladi kot starejši populaciji.

## Življenje
Pisatelj je bil rojen v Doslovčah, vasi pod Stolom na Gorenjskem, v revni kajžarski družini. Oče France si je pomagal kot krojač. Mati mu je bila Terezija (Reza) Ažman. Brezskrbnega otroštva je bilo konec, ko je moral na Breznico v enorazrednico. Ker je že tam pritegnil učiteljevo in župnikovo pozornost, so prepričali očeta, da ga je poslal pozneje v Radovljico v 3. razred osnovne šole. Tam se je tudi naučil nemškega jezika. Bil je odličnjak, čeprav je večino svojega časa prebil na paši. Po končanem osnovnem šolanju doma in v Radovljici je od leta 1882 do 1891 obiskoval gimnazijo v Ljubljani. Zaradi posmehovanja drugih otrok je tam preživljal notranjo krizo. Krize so se potem v njegovem življenju nekajkrat ponovile. Prvi razred je moral ponavljati, vendar je začetne težave uspešno premagal in leta 1891 z odliko maturiral. Šolanje je nadaljeval v Bogoslovnem semenišču Ljubljana. Posvečen je bil leta 1894. Kot duhovnik je služboval v Bohinju, na Jesenicah, v Kočevju, v Idriji, Sori pri Medvodah, Želimljah in drugod. Leta 1918 je odšel na svoje zadnje službeno mesto v Trnovo v Ljubljani. Tam je bil leta 1936 upokojen, a je še vedno zelo aktivno delal kot duhovnik in pisatelj. Zagovarjal je povezovanje vseh Slovencev med drugo svetovno vojno in odpor proti okupatorjem. Poleti 1944 je praznoval kot zlatomašnik. Za tem je komaj preživel v bombardiranju, ki je močno poškodovalo njegovo hišo. Do smrti je živel v Ljubljani, v hiši na Koleziji, ki jo je načrtoval Anton Suhadolc (ob potoku Gradaščica). Ulica, ob kateri stoji njegov dom, se danes imenuje Finžgarjeva ulica št. 12. Rojstna hiša v Doslovčah je urejena v muzej, po njem se je imenovala Finžgarjeva nagrada za literaturo. 
Bil je urednik Mladike in med prvimi rednimi člani Slovenske akademije znanosti in umetnosti, od 1941 tudi častni meščan Ljubljane.

## Delo
Na začetku svoje književne poti je Finžgar pisal tudi pesmi, kar je kasneje opustil. Nadaljeval je s pripovednimi deli iz kmečkega in meščanskega življenja. V verjetno najbolj znanem delu Pod svobodnim soncem s podnaslovom Povest davnih dedov (1906-1907) je prikazal spopadanje med Slovani (v delu so imenovani Sloveni) in Bizantinci. Ima napeto in razširjeno zgodbo, ki naj bi spodbujala narod. Ob prvi svetovni vojni je nastala vojna kronika Prerokovana, ki vsebuje pripovedi Boji, Prerokbe zore, Kronika gospoda Urbana in druge.
V ljudskih povestih je upodobil svet, ki ga je poznal iz mladosti (povesti Strici, Dekla Ančka, Beli ženin), prav tako v ljudskih igrah Divji lovec, Veriga, Razvalina življenja. Spomine na mladost je predstavil v delu Leta mojega popotovanja (1957). Pisal je tudi za mladino (Študent naj bo, Gospod Hudournik, Makalonca). 
| Leto      | Delo                                     | Leto | Delo                                     |
| --------- | ---------------------------------------- | ---- | ---------------------------------------- |
| 1890      | potopis Iz veselih časov                 | 1914 | dramsko delo Veriga                      |
| 1891      | dramski prizor Na Gosposvetskem polju    | 1915 | cikel Prerokovana                        |
| 1891      | govor Arburetum                          | 1915 | avtobiografska novela Konjička bom kupil |
| 1892      | črtica Francetov France                  | 1916 | novela Boji                              |
| 1893      | povest Gozdarjev sin                     | 1917 | Kronika gospoda Urbana                   |
| 1894      | novela Zaroka opolnoči                   | 1918 | črtica Golobova njiva                    |
| 1896      | idilični ep Triglav                      | 1918 | črtica Slike brez okvirja                |
| 1897      | kratka značajka Pri Klemenčku            | 1919 | črtica Polom                             |
| 1898      | kmečka povest Stara in nova hiša         | 1920 | dramsko besedilo Razvalina življenja     |
| 1899      | pripoved Deteljica                       | 1923 | črtica Razodetje                         |
| 1899      | pripoved Kvišku                          | 1923 | ciklus treh zgodb Pisarna                |
| 1899      | kmečka povest Dovolj pokore              | 1924 | novela Beli ženin                        |
| 1900      | potopis Oranže in citrone                | 1925 | črtica Gospod                            |
| 1901      | novela Oče je…                           | 1926 | povest Strici                            |
| 1902      | dramsko besedilo Divji lovec             | 1931 | potopis Prek poljskih polj               |
| 1903      | ciklus črtic Moja duša vasuje            | 1934 | Gospod Hudournik                         |
| 1904      | socialni roman Iz modernega sveta        | 1935 | socialne črtice Sibirija                 |
| 1905      | povest Srečala sta se                    | 1937 | novela Tale naš Jaka                     |
| 1906-1907 | zgodovinski roman Pod svobodnim soncem   | 1938 | novela Za prazen nič                     |
| 1908      | zgodba Življenje in smrt mohorske knjige | 1939 | zgodba Kovač popotnik                    |
| 1909      | avtobiografska povest Študent naj bo     | 1939 | zgodba Prekvata ovca                     |
| 1910      | lovska črtica Na petelina                | 1944 | alegorija Makalonca                      |
| 1911      | črtica Ecce homo; Naš vsakdanji kruh     | 1944 | alegorija Kolednikove Prikazni           |
| 1912      | novela Sama                              | 1951 | povest Mirna pota                        |
| 1912      | dramsko besedilo Naša kri                | 1951 | črtica Njiva                             |
| 1913      | povest Dekla Ančka                       | 1953 | ljudska povest Gostač Matevž             |
| 1957      | spomini Leta mojega popotovanja          | 1958 | novela Na dopustu                        |